# Війна за незалежність Індонезії

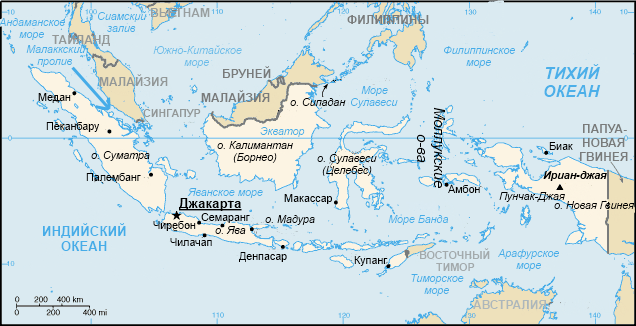
Карта Індонезії

Війна за незалежність Індонезії — збройний конфлікт між Індонезією з одного боку та Нідерландами і Великою Британією з іншої. В результаті війни було визнано незалежність Індонезії. Ця війна коштувала Нідерландам 25 тис. вбитих та поранених військових, Індонезії — 80 тис., Британії — 556 вбитими та 1393 пораненими.

## Передумови
Індонезія входила в склад Нідерландської колоніальної імперії. Кілька століть вона несла важкий кологіальний тягар, який болісно сприймало місцеве населення Індонезії. На початку ХХ ст. в Голландській Ост-Індії виникло кілька націоналістичних партій, які починають активну боротьбу за незалежність індонезійців. У 1913 році виникла партія «Індіше партай», яка відстоювала інтереси численних індусів у Індонезії. Почалась боротьба владних структур проти опозиції, що призвело до вигнання за межі колонії борців за національну державу.
У 1918 році була здійснена нова спроба вибороти незалежність держави від Нідерландів. З'явилась нова націоналістична партія. Уряд Нідерландів вирішив тепер піти іншим шляхом і почало запрошувати молодь Індонезії в метрополію для подальшого навчання з метою виростити з них слухняне в майбутньому керівництво колонії та поступово асимілювати передову частину населення. Однак, саме в цей час починає в багатьох державах світу поширюватись новий погляд на майбутній устрій. Ця суспільна думка отримала назву комунізм. Комунізм знайшов у Індонезії велику кількість прибічників і став великим політичним рухом. Голландська компартія, яка симпатизувала індонезійцям, розпочинає агітаційну роботу на підтримку Індонезії і починає вимагати незалежності колонії. Активна діяльність партії призвела до того, що у 1926—1927 рр. на острові Ява піднімається повстання, яке було жорстоко придушене військами метрополії. Як наслідок — тисячі індонезійських комуністів були арештовані та відправлені до концтаборів.
Саме в цей час на політичній арені з'являється знакова постать для Індонезії, постать, яка відіграла важливу роль у історії держави. Саме в цей час один із студентів, що навчався в Нідерландах — Сукарно повернувся з навчання і займає одну з керівних посад в уряді колонії. Він не відмовився від ідеї незалежності держави і таємно виношував плани будь-якими шляхами добитись поставленої мети. Тому, коли розпочинається Друга світова війна Сукарно починає активно співпрацювати з Японією, сподіваючись на те, що японці нададуть його Батьківщині незалежність. Більшість солдат родом з Ост-Індії до того часу поділяли думку «Азія для азіатів» і не опирались окупації держави Японією. Мілітаристи Японії досить швидко та легко захопили Індонезію, але незалежність колонії не надали.
Після капітуляції Японії індонезійські патріоти на чолі з Сукарно все ж таки наважились проголосити незалежність. Ситуація була вибрана підходяща: Європа була знесилена війною і не мала достатньо сил для придушення повстання. Важливу роль у цей період вдіграла також і армія Індонезії, яка перейшла на бік повстанців.

## Хід війни

### Початок війни. Вторгнення англійців.

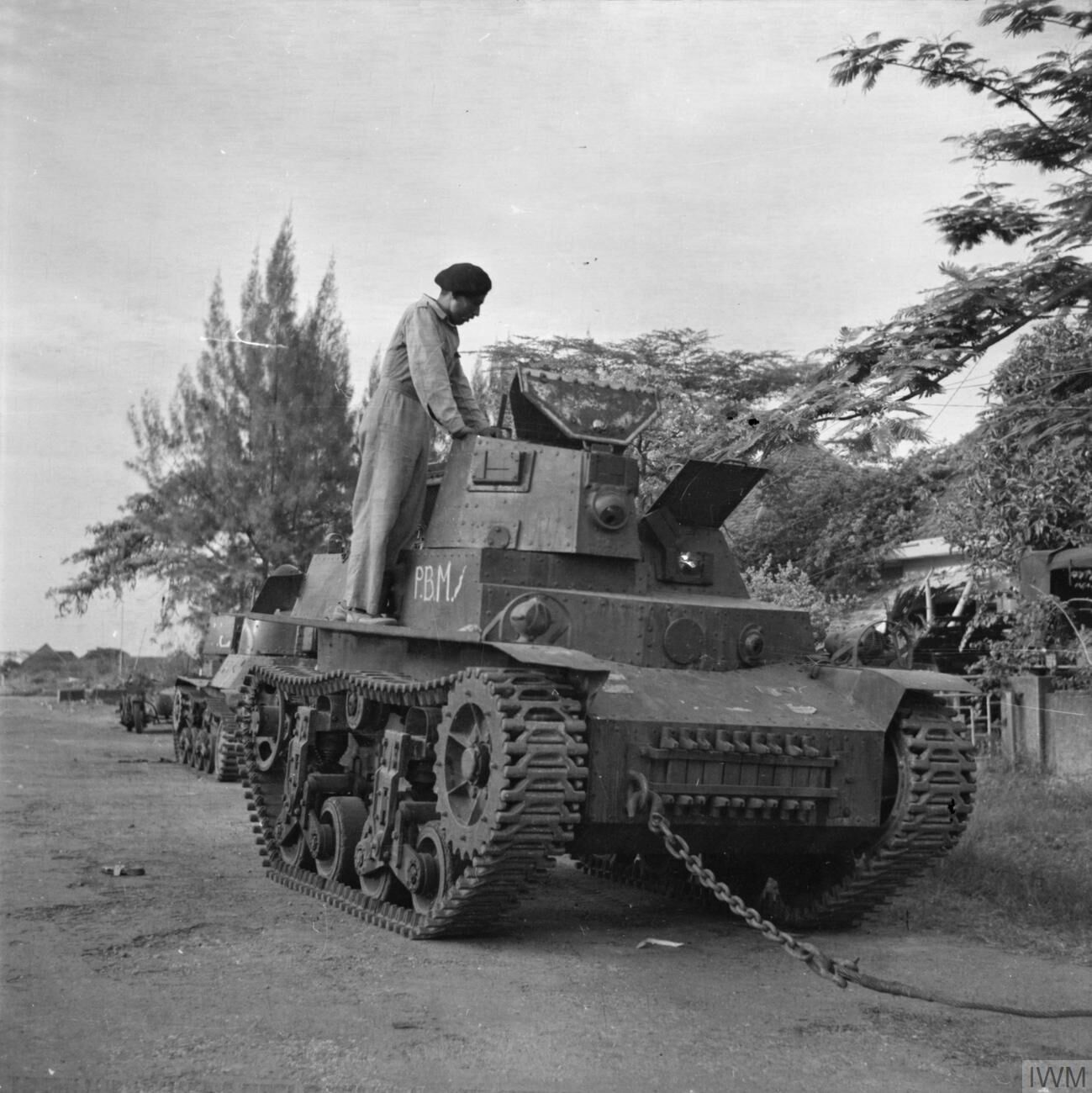

17 серпня 1945 Сукарно в односторонньому порядку проголошує незалежність Індонезії. Велика Британія вирішила підтримати Нідерланди в боротьбі проти заколоту. Це пояснюється тим, що після Другої світової в Індонезії залишилося багато англійських військовополонених, і їх слід було повернути, крім того на островах перебувало безліч японців, яких потрібно було депортувати до Японії. 29 вересня 1945 року англійські війська висадилися в місті Батавия (суч. Джакарта). В Індонезії вони зіткнулися з багатьма проблемами: з відсутністю транспорту, неприязню місцевого населення, місцевими військовими угрупованнями, воюючими з усіма, в тому числі і один з одним. В таких умовах англійський генерал Крістінсон вирішив не вступати у війну з самопроголошеною республікою, визнавши де-факто її існування.
Проте 4 жовтня в Батавії висадилися частини нідерландської армії. Вони почали знищення всіх місцевих угруповань. В їх цілі також входило перепідпорядкування Індонезії Нідерландам. Почала зростати кількість збройних зіткнень. На Суматрі почалася партизанська війна. Потім, з ширшим розмахом, вона почалася і на Яві. 10 жовтня потрапив у засідку і був знищений патруль Великої Британії. Того ж дня почався штурм міста Семаранг, що належав індонезійцям. У штурмі взяли участь японські військовополонені. 15 жовтня місто впало, і багато індонезійських військових відступило в полон. 25 жовтня в місті Сурабая була введена англійська піхотна бригада з метою роззброєння місцевого населення, але місцеве населення здійснило опір загарбникам. Окремі сутички переросли у вуличні бої. 27 жовтня в місті англійська влада ввела стан облоги.
28 жовтня в Сурабаї увійшли нідерландське колоніальні частини. З цього дня по всій країні різко збільшилася кількість сутичок. 9 листопада з Індії, яка була колонією Великої Британії, прибули перші індійські колоніальні частини, що билися за англійців і нідерландців. 10 листопада з моря Сурабая була обстріляна корабельною артилерією, потім англійські винищувачі здійснили ряд нальотів на квартали міста, утримувані індонезійцями, після чого почався генеральний штурм. 25 листопада бійці Сукарно покинули Сурабаю і відступили в джунглі. 3 березня 1946 союзниками на острові Балі був висаджений десант. До весни цього ж року англійці почали згортати свої сили. 20 травня останні британські військовополонені покинули бунтівну державу. Солдати Великої Британії вирушили на батьківщину.

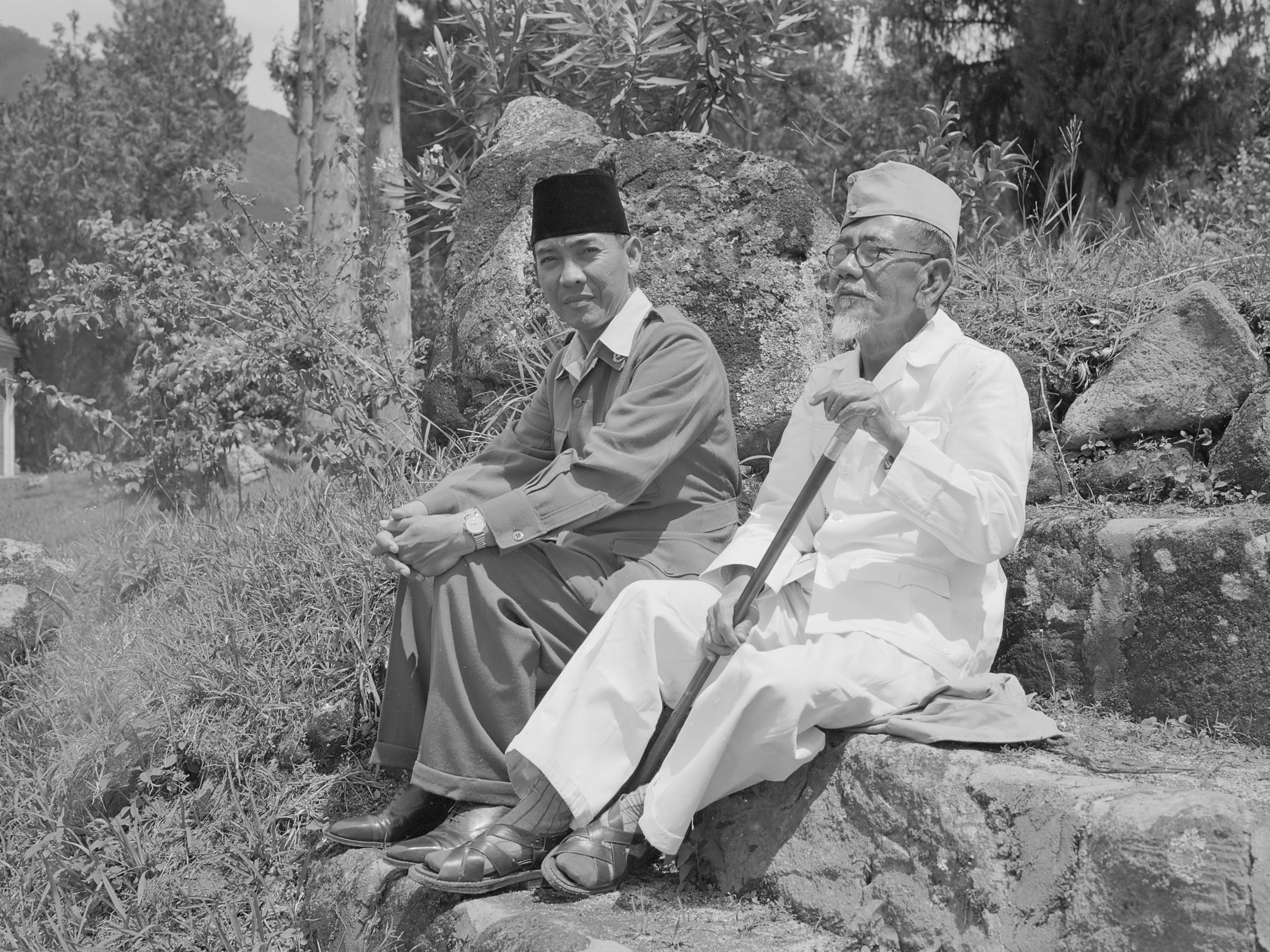
Сукарно і Агус Салім в голландському полоні. 1949 рік

### Перша колоніальна війна, або перша поліцейська акція
У жовтні 1946 індонезійський уряд почав вести переговори з голландцями. Переговори завершилися 25 березня 1947 підписанням Лінгаджатської угоди. Голландія визнала існування Індонезійській республіки де-факто. Наприкінці травня Голландія звертається до Індонезії з вимогою передати в її руки все політично-військове управління країною. Через це в Джакарті починається політична криза. У червні Сукарно видав декрет про вступ всіх збройних формувань на території Індонезії в Національну Армію Індонезії і відкидає вимоги голландців. 20 липня Голландія відкидає умови Лінгаджатської угоди і нападає на Індонезію. В індонезійській історії це подія отримала назву «Перша колоніальна війна», а в голландській — «перша поліцейська акція». Почалися масові авіанальоти голландців на Індонезію. Тільки 22 липня було скоєно 15 нальотів на Чиребон. 4 серпня голландці висадили десант в центрі Яви. Йшли запеклі бої. 9 грудня 1947 на острові Ява голландські військові знищили декілька сотень мирних жителів, за що згодом уряд Нідерландів попросив вибачення. На початку 1948 року «поліцейська акція» починає поступово сповільнювати свої темпи. Голландія втратила ряд територій. Між тим у війну втрутилася ООН. 17 січня були підписані Ренвілльскі угоди. Був знову на короткий час встановлений мир. Голландія продовжувала блокаду Індонезії. 18 вересня того ж року відбулося збройне повстання у таборі індонезійців. Повстала компартія Індонезії в місті Мадіун. Оперативні дії «Сілавангі» припинили бунт. Були знищені всі представники компартії.

### Друга колоніальна війна, або друга поліцейська акція
Помітивши ослаблення Індонезії, Голландія вирішила раз і назавжди захопити Ост-Індію. 19 грудня почалася так звана «Друга колоніальна війна», або «друга поліцейська акція». Того ж дня на аеродромі Магуво був висаджений голландський десант кількістю 2500 чоловік. Операція для індонезійців виявилася настільки несподіваною, що опір не чинилося. О 15.00 була захоплена столиця Індонезії. Сукарно був схоплений і відправлений у Батавію на літаку. 24 грудня голландці захопили острів Ява. 25 грудня була захоплена половина Суматри. Індонезійцями був скликаний Надзвичайний кабінет. Опір на Яві до того часу очолив Насутіон.
До лютого 1948 всі голландські війська були загнані в міста індонезійськими партизанами. Посилився тиск на Голландію з боку ООН. У серпні було підписано перемир'я.

## Наслідки війни
З 23 серпня по 2 листопада 1949 року в Гаазі проходила мирна конференція. 27 грудня 1949 Індонезія була визнана незалежною державою. Частина Нової Гвінеї як і раніше залишалася під протекторатом Голландії. В результаті війни Голландія втратила значні території в Південно-Східній Азії, зазнала серйозної поразки та зазнавши значних втрат. Індонезія виборола незалежність.